# Gabriel Tołwiński
Gabriel Tołwiński herbu Ogończyk, pseud. G.T., Oda Dozet, r.o., R. Odon (ur. 1 października 1869 w Warszawie, zm. w 1941 tamże) – polski astronom, kompozytor, pianista, akustyk, nauczyciel i popularyzator wiedzy o Wszechświecie.

## Życiorys
Gabriel Tołwiński ukończył studia na Wydziale Matematyczno-Fizycznym Uniwersytetu Warszawskiego w 1892 roku. W tym samym czasie uczył się gry na fortepianie u Aleksandra Michałowskiego w Instytucie Muzycznym. Brał udział w koncertach charytatywnych.

### Zatrudnienie
Gabriel Tołwiński pracował w następujących instytucjach:
- Prywatne Żeńskie Kursy Handlowe Izabeli Smolikowskiej (nauczyciel, koniec lat 90. XIX wieku)
- obserwatorium astronomiczne im. Jana Jędrzejewicza (prowadził tam obserwacje astronomiczne w latach 1898–1901, był kierownikiem placówki w latach 1913–1915)
- siedmioklasowa Szkoła Handlowa Artura Jeżewskiego przy ul. Koszykowej 9 w Warszawie (dyrektor placówki od roku szkolnego 1906/1907)
- ośmioklasowe gimnazjum filologiczne Ludwika Lorentza przy ul. Brackiej 18 (od 1915 roku uczył tam propedeutyki nauki o wszechświecie)
- ośmioklasowe gimnazjum męskie w Sosnowcu (dyrektor od roku szkolnego 1918/1919)
- Najwyższa Izba Kontroli (od 1919 roku na stanowisku radcy, a później naczelnika)
- Państwowe Konserwatorium Muzyczne (nauczyciel akustyki od 1922 roku[2])
- Szkoła Nauk Politycznych w Warszawie (nauczyciel w latach 20.)
- Państwowe Gimnazjum Męskie im. Tadeusza Reytana (dorywczo, w tym w roku 1924, uczył matematyki i fizyki)
- ośmioklasowe gimnazjum humanistyczne (lata 20.)
- ośmioklasowe gimnazjum filologiczne Jadwigi Taczanowskiej (lata 20.)
- Wyższa Szkoła Nauk Społecznych i Ekonomicznych w Łodzi (filia warszawskiej Szkoły Nauk Politycznych, dziekan i wykładowca, w latach 1924–1928)
- wieczorowe Męskie i Żeńskie Gimnazjum dla Dorosłych Towarzystwa Kształcenia Dorosłych w Warszawie (dyrektor w latach 1931–1933)[3].

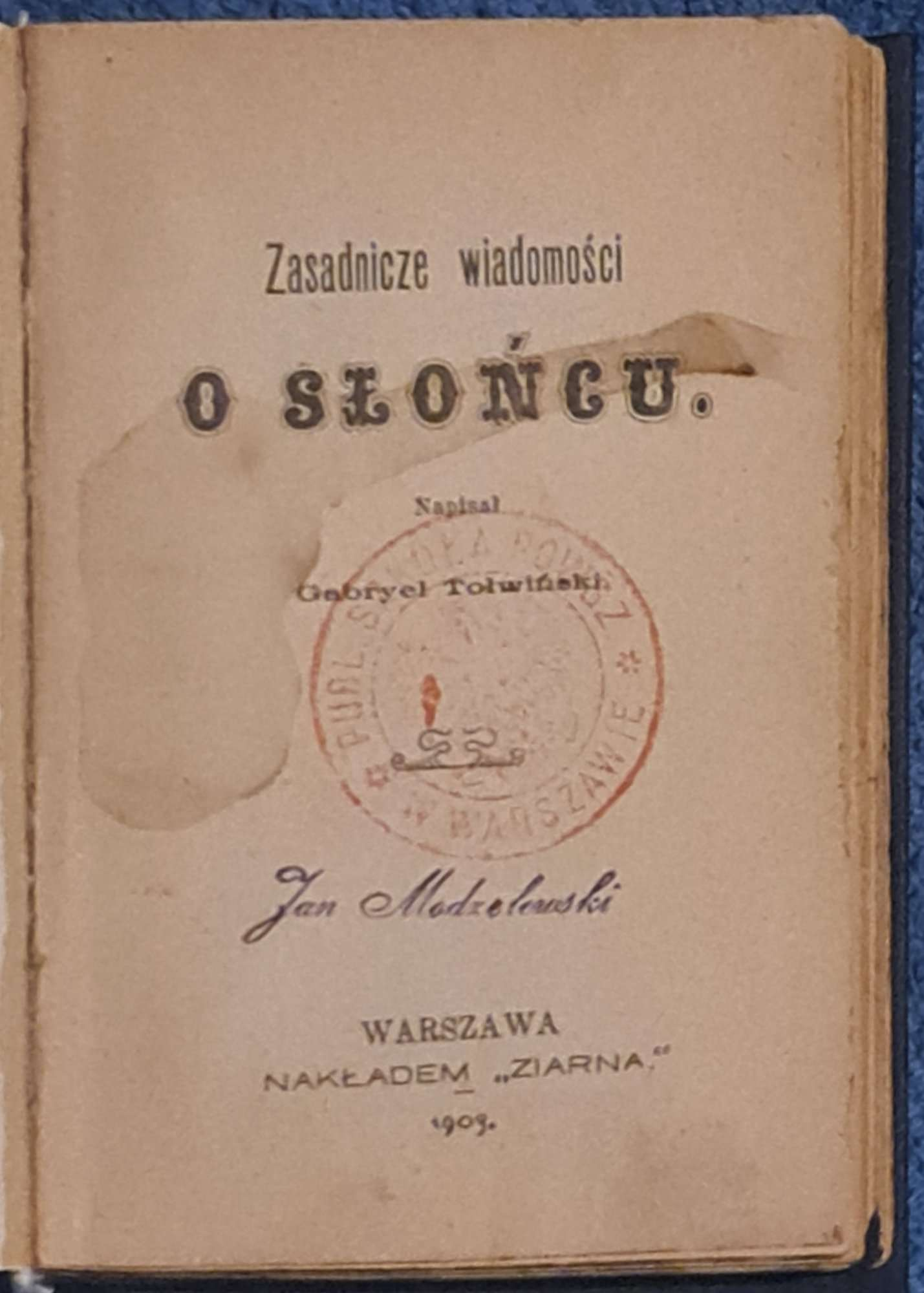
Pierwsza strona książki Gabriela Tołwińskiego „Zasadnicze wiadomości o Słońcu”, Warszawa, 1903

## Dorobek
- „Nocturne, exécuté aux concerts Lutnia et par l'orchestre symphonique à Varsovie [...] arrangé par. Ign. Pilecki, Varsovie, Stan Dadowski, Vilno” (1896)
- „Z dziedziny nauk ścisłych”, szkic w Głosie (1896, rocznik 11, numer 50)
- „Uwagi astronomiczne w «Panu Tadeuszu»”, artykuł w Tygodniku Illustrowanym (1897, numer 36)
- „Instrukcja dla zajmujących się obserwacjami... ”
- rozdział „Fotografia” w 3. tomie dzieła zbiorowego „Historia XIX wieku” (1902) – pierwsza w języku polskim obszerna historia pierwszych 60 lat fotografii, z licznymi ilustracjami[4]
- rozdział „Podróże i badania geograficzne” (tamże, s. 454–473, 1902)
- tablice wschodu i zachodu Słońca dla Warszawy, Wilna, Kijowa, Odessy i Petersburga w petersburskim „Kalendarzu Katolickim na Rok 1899”
- wiadomości astronomiczne i mapa nieba do warszawskiego Kalendarza Informacyjno-Encyklopedycznego Józefa Zawadzkiego (1900, rocznik 1)
- „Spostrzeżenia meteorologiczne” (hasło w Encyklopedii rolniczej, Warszawa, 1901)
- „O zaćmieniach Słońca i Księżyca” (książka w ramach serii „Książki dla Wszystkich”, Warszawa, 1902)
- „O kalendarzu, jego znaczeniu, oraz reformach, dokonywanych różnemi czasy” (j.w., Warszawa, 1903)
- „Zasadnicze wiadomości o Słońcu” (j.w., nakładem „Ziarna”, Warszawa, 1903) – nota bene zadedykował tę książkę Elizie Orzeszkowej, z którą rodzina Tołwińskich przyjaźniła się[5]
- „Planety i gwiazdy. Krótki zarys astronomii opisowej” (tłumaczenie książki Camille Flammariona, Warszawa, 1902)
- „Rodowód wynalazków” (artykuł w czasopiśmie „Ziarno”, 1903, numer 38)
- „Nasza nieznajomość astronomii i jej skutki” (Gazeta Polska, 1903, numer 225)
- Przedmowa do książki „Wspomnienia mojego życia. Autobiografia Wernera Siemens'a” (Warszawa, 1904)
- „O porach roku na ziemi i innych planetach” (wydawca: M. Arct, seria: „Książki dla Wszystkich”, Warszawa, 1905)
- „Obserwatorium astronomiczne im. Jana Jędrzejewicza w Warszawie” (sprawozdanie z działalności obserwatorium w „Wiadomościach Matematycznych”, 1916, tom 20 i osobno w 1917 roku)
- „Czy Mars jest krainą wiecznych mrozów?” (artykuł w Expressie Porannym, 1925, rocznik 5, numer 304)
- „Akustyka muzyczna” (pierwszy polski podręcznik tej tematyki, Biblioteka Teoretyczna Warszawskiego Konserwatorium Muzycznego, Warszawa, 1929[6])
- „Najnowsze badania nad akustyką sal teatralnych i koncertowych” (artykuł w Kwartalniku Muzycznym, 1929, zeszyt 1)
- „O gamie idealnej” (tamże, 1930, zeszyt 9, osobne wydanie w 1930 roku)
- „Muzyka a matematyka” (artykuł w miesięczniku Muzyka, 1930, tom 7, numer 10)
- „Matematyka finansowa i ubezpieczeniowa” (podręcznik, Warszawa, 1939)[3].

Wygłaszał wykłady i odczyty, m.in.:
- „O zetknięciu Ziemi z kometą” (w Muzeum Przemysłu i Rolnictwa w Warszawie, 1899)
- „O potrzebie zakładania stacji meteorologicznych na prowincji” (1903)
- „Promienie «N» i ich właściwości fizjologiczne” (1905)
- „Pierwiastki promieniotwórcze” (w ramach Uniwersytetu Ludowego, 1907)
- „O planetach” (w ramach Uniwersytetu dla Wszystkich, 1907/1908)
- „Powietrze i zjawiska w nim zachodzące” (w warszawskim Towarzystwie Muzycznym, 1907)
- „O Słońcu” (w Towarzystwie Miłośników Przyrody, 1908)
- „Teorie powstania wszechświata” (w Muzeum Przemysłu i Rolnictwa, 1924)
- „Mikołaj Kopernik na tle epoki” (tamże, 1924)
- „O przyrodzie planet zewnętrznych” (popularnonaukowa audycja w Radiostacji Warszawskiej, 1926)
- „O kometach” (tamże, 1926)
- „Podróż z równika do bieguna” (tamże, 1929)
- „O barwie dźwięków” (w siedzibie Polskiego Stowarzyszenia Muzyków Pedagogów, 1929)[3].

## Przynależność do organizacji
- Towarzystwo Śpiewacze „Lutnia” w Warszawie (od około 1896 roku, od 1910 roku – skarbnik)
- Towarzystwo Ogrodnicze Warszawskie (około 1898)
- Towarzystwo Fotograficzne Warszawskie (od 1907 roku – Towarzystwo Miłośników Fotografii, od 1913 roku – członek zarządu)
- Warszawskie Towarzystwo Higieniczne (działał w sekcji biologicznej)
- Towarzystwo Naukowe Warszawskie (członek komisji ds. astronomicznych, geograficznych i meteorologicznych Wydziału III tego towarzystwa)
- Towarzystwo Kursów Naukowych (członek zwyczajny od 1916 roku), na tych kursach wykładał matematyczne podstawy miernictwa, teorię błędów oraz optykę i teorię instrumentów dla geometrów
- Polskie Towarzystwo Miłośników Astronomii (wiceprezes od 1921 roku)
- Polskie Stowarzyszenie Muzyków Pedagogów (m.in. w 1929)[3].

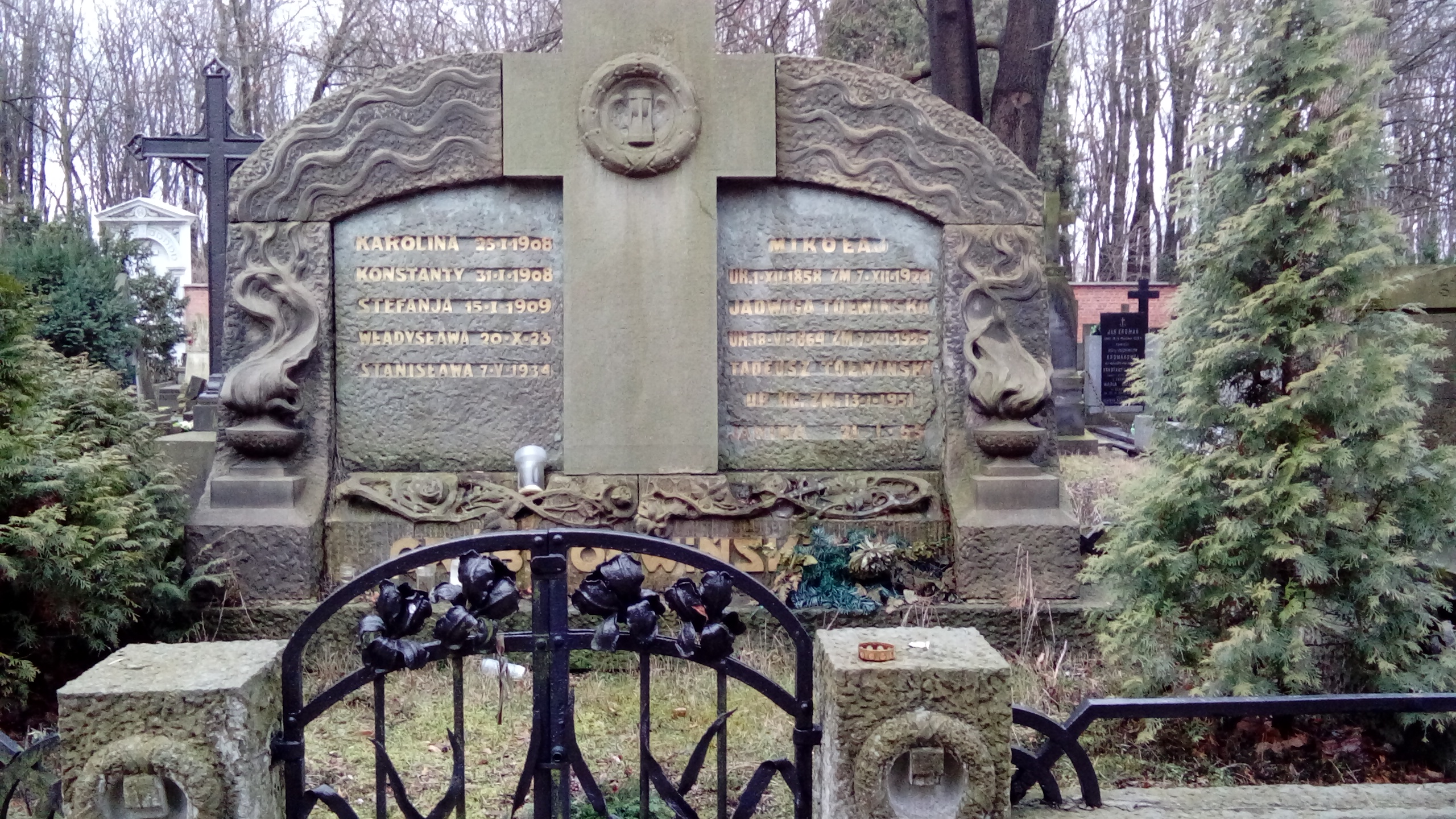
Grobowiec rodzinny Tołwińskich na Powązkach, gdzie pochowany jest również Gabriel Tołwiński

## Życie prywatne
Gabriel Tołwiński był synem Konstantego (1824–1908), nauczyciela matematyki, i Karoliny z domu Baranowskiej (~1830–1908). Miał brata Mikołaja oraz trzy siostry: Stanisławę (~1854–1934), Władysławę (~1856–1923) oraz Stefanię (1866–1909).
W 1899 roku ożenił się w Warszawie z Anną Marią Mickiewicz (1875–?). Nie mieli dzieci.
Został pochowany na cmentarzu Powązkowskim w Warszawie w grobie rodzinnym (kwatera 217, rząd 6, miejsce 1–4). Jego nazwiska nie ma na nagrobku.
Jego bratankiem (synem Mikołaja) był Tadeusz Tołwiński (architekt). Stanisław Tołwiński był synem jego brata stryjecznego Kazimierza.